# Prix de la Madeleine d'or
 (septembre 2017).
Le prix de la Madeleine d'or, ou prix du Cercle littéraire proustien, est un prix littéraire créé en 2001 par le cercle littéraire proustien de Cabourg-Balbec. Il est décerné tous les deux ans à une œuvre en français permettant soit la promotion de l'œuvre de Marcel Proust, soit  son étude et son approfondissement.

## Liste des lauréats
- 2024 : Antoine Compagnon, La Littérature, ça paye, Éditions des Équateurs
- 2022 : Stéphane Carlier, Clara lit Proust, Gallimard
- 2021 : Jean-Marc Quaranta, Un amour de Proust, Alfred Agostinelli (1888-1914), Bouquins, 2021[2]
- 2019 : Jacques Dubois, Le roman de Gilberte Swann, Seuil[3]
- 2017 : Jérôme Bastianelli, Dictionnaire Proust-Ruskin, Classiques Garnier[4]
- 2015 : Michel Schneider, L'auteur, l'autre. Proust et son double, Gallimard[5],[6]
- 2013 : Claude Arnaud, Proust contre Cocteau, Grasset
- 2011 : Luc Fraisse, La Petite Musique du style, Classiques Garnier
- 2011 : Kazuyoshi Yoshikawa, Proust et l'art pictural, Honoré Champion
- 2009 : Paul Vacca, La Petite Cloche au son grêle, Philippe Rey
- 2007 : Miguel de Beistegui, Jouissance de Proust, Michalon
- 2005 : Evelyne Bloch-Dano, Madame Proust, Grasset
- 2003 : Marie-Agnès Barathieu, Les Mobiles de Marcel Proust, Presses universitaires du Septentrion
- 2001 : Stéphane Heuet, À la recherche du temps perdu (adaptation en bande dessinée), Delcourt[7]